# 댄 레이놀즈
댄 레이놀즈(Dan Reynolds, 1987년 7월 14일 ~ )는 미국의 싱어송라이터, 음악 프로듀서이다. 그는 팝 록 밴드 이매진 드래곤스의 리드 보컬리스트이다.

## 어린 시절
레이놀즈는 1987년 7월 14일 네바다주 라스베이거스에서 크리스틴 M.(전 칼리스터)과 로널드 레이놀즈의 9남매 중 7남매로 태어났다. 둘 다 네바다의 현지인이고 레이놀즈는 네바다인 4세대이다. 보이스카우트로서, 그는 2005년에 이글 스카우트의 등급을 받았다. 레이놀즈는 예수 그리스도 후기 성도 교회(LDS)의 신도이다. 그가 19살이었을 때, 그는 2년 동안 네브래스카주에서 선교사로 풀타임 자원봉사를 했다.
레이놀즈는 〈I Bet My Life〉라는 곡을 작곡하여 부모님과의 지속적인 관계를 축하하고 성찰했다. 보난자 고등학교를 졸업한 후, 그는 네바다 대학교 라스베이거스(브리검영 대학교(BYU)에 대한 교회적 지지를 잃은 후)에 다녔고, LDS 사절단을 거쳐 BYU로 편입하여 커뮤니케이션, 마케팅, 음악을 전공하고 학업적으로 뛰어났다. BYU에 있는 동안, 그는 이매진 드래곤스을 결성하여 밴드 경연 대회 학교 전투에서 승리하고 나서 정규 음악을 추구하기 위해 떠났다.

## 영향
레이놀즈는 아케이드 파이어, 너바나, 뮤즈, 비틀즈, 폴 사이먼, 콜드플레이, 린킨 파크, 해리 닐슨, 그리고 U2를 그와 밴드의 예술적 영향의 일부로서 인용한다. 성공에 있어서, 레이놀즈는 포스터 더 피플과 멈퍼드 & 선스 같은 밴드들이 최근 몇 년 동안 얼터너티브 팝 음악을 새로운 수준의 상업적 성공에 이르게 한 것에 대해 찬사를 보낸다.

## 개인 생활
2011년 3월 5일 레이놀즈는 아자 볼크먼과 결혼했다. 그 두 사람은 세 딸과 아들 하나를 두고 있다. 그들의 첫 번째 딸인 애로우 이브는 2012년 8월 18일에 태어났다. 그들의 이란성 쌍둥이 딸인 지아 제임스와 코코 래는 2017년 3월 28일에 태어났다. 마지막으로, 그들의 아들인 밸런타인은 2019년 10월 1일에 태어났다.
2018년 4월 26일 레이놀즈는 결혼한 지 7년이 조금 넘은 후에 자신과 볼크먼은 이혼할 것이라고 발표했다. 그러나 2018년 11월 7일 레이놀즈는 이매진 드래곤스 곡 〈Bad Liar〉의 발매와 함께, 자신과 볼크먼은 실제로 이혼한 적이 없으며, 연초에 그와 함께 이 곡을 공동 작곡하는 것을 도왔고, 다시 한 번 사귀고 있다고 발표했다.

## 음반 목록

### 이매진 드래곤스
- Night Visions (2012년)
- Smoke + Mirrors (2015년)
- Evolve (2017년)
- Origins (2018년)